# Saint-Vaast-en-Auge
Saint-Vaast-en-Auge é uma comuna francesa na região administrativa da Normandia, no departamento Calvados. Estende-se por uma área de 2,93 km². Em 2010 a comuna tinha 98 habitantes (densidade: 33,4 hab./km²).